# COLOR (CP/J)
COLOR – polecenie nierezydentne systemu CP/J, za pomocą którego ustala się kolor, w jakim wyświetlane są poszczególne elementy konsoli tekstowej systemu.
Dyrektywa ta ma następującą postać:
COLOR
Jak widać, polecenie to wydaje się bez argumentów wywołania. Po jego wydaniu na ekranie przedstawione zostają wszystkie dostępne opcje. Użytkownik wybiera kolory z określonej palety kolorów. W dolnej części ekranu pokazane są wybierane przez użytkownika kolory, dzięki czemu na bieżąco można sprawdzać efekt konkretnych ustawień. Zmiana kolorów w systemie następuje dopiero po potwierdzeniu przez użytkownika. Brak takiego potwierdzenia spowoduje powrót do ustawień sprzed wydania polecenia COLOR.
Polecenie umożliwia zmianę koloru wyświetlania:
- znaków
- tła znaków
- ramki (obrzeża ekranu).

| numer koloru | paleta 0  | paleta 1      |
| ------------ | --------- | ------------- |
| 0            | czarny    | popielaty     |
| 1            | granatowy | niebieski     |
| 2            | czerwony  | różowy        |
| 3            | karminowy | fioletowy     |
| 4            | zielony   | jasnozielony  |
| 5            | turkusowy | błękitny      |
| 6            | brązowy   | żółty         |
| 7            | biały     | jaskrawobiały |